# Grammisgalan 1990
Grammisgalan 1990 hölls på Berns salonger i Stockholm den 25 mars 1990, och gällde 1989 års prestationer.

## Priser
- Årets popgrupp: Visitors Two
- Årets kvinnliga popartist: Irma Då staden har vaknat
- Årets manliga popartist: Orup 2
- Årets rockgrupp: Wilmer X Klubb Bongo
- Årets kvinnliga rockartist: Eva Dahlgren Fria världen 1989
- Årets manliga rockartist: Jakob Hellman ...och stora havet
- Årets artist: Creeps
- Årets kompositör: Orup
- Årets nykomling: Titiyo
- Årets textförfattare: Marie Bergman
- Årets LP: Jerry Williams JW
- Årets låt: Eva Dahlgren med Ängeln i rummet
- Årets barnskiva: Blandade artister Resan till Melonia
- Årets dansband: Lasse Stefanz Mot nya mål
- Årets folkmusik: Åsa Jinder Men inom mig log hjärtat
- Årets instrumentella: Benny Andersson November 1989
- Årets jazz: Monica Zetterlund Monica Z
- Årets musikvideo: Walk on Water What's the Noice
- Juryns specialpris: Klas Lunding